# Lejeunea sessiliflora
Lejeunea sessiliflora là một loài Rêu trong họ Lejeuneaceae. Loài này được (Stephani) Grolle mô tả khoa học đầu tiên năm 1988.